# Wynonna Earp
Wynonna Earp é uma série sobrenatural de televisão canadense. Desenvolvida por Emily Andras, a produção canadense-americana é baseada na série de quadrinhos de Beau Smith. Melanie Scrofano interpreta a personagem principal da série, Wynonna Earp, a tataraneta do lendário homem da lei, Wyatt Earp. Na trama, Wynonna retorna à sua cidade natal, Purgatório, perto das Montanhas Rochosas canadenses, onde ela luta contra os 'renascidos', os demônios reencarnados que Wyatt matou.
A série estreou nos EUA em 1 de abril de 2016, pelo canal de televisão Syfy e no Canadá pelo canal CHCH-DT, em 4 de abril de 2016. Viacom International Media Networks adquiriu os direitos para transmitir Wynonna Earp em seus canais multinacionais Spike em julho de 2016. Três temporadas foram ao ar e as filmagens da quarta temporada começaram no início de 2020, mas foram suspendidas temporariamente devido à pandemia de COVID-19, e só retornaram as gravações no final de agosto. A 4ª temporada estreou no Syfy e Canal CTV Sci-Fi em 26 de julho de 2020, sendo dividida em duas partes de 6 episódios cada, tendo sua segunda parte lançada somente em 2021.
A resposta crítica à série foi bastante positiva. A E! Entertainment Television e a Variety nomearam Wynonna Earp como uma das melhores novas séries de 2016. Em seu destaque anual de "Melhor da TV", Collider nomeou Wynonna Earp o novo melhor programa Sci-Fi de 2016. Já o Maureen Ryan da Variety, novamente nomeou Wynonna Earp uma das 20 melhores séries de televisão de 2017.

## Enredo
Descrita como um faroeste moderno com elementos sobrenaturais, a série conta a história de Wynonna Earp, a tataraneta de Wyatt Earp, o lendário xerife que matou 77 foras da lei com sua arma, a pacificadora. Por conta disso, uma maldição foi lançada sobre a família Earp. De tempos em tempos estes foras da lei retornariam como demônios reencarnados, os renascidos, para se vingarem dos descendentes de Earp, eles apareceriam sempre que o herdeiro completasse 27 anos. O herdeiro é o membro mais velho da linhagem dos Earp, que teria como destino dedicar a sua vida para tentar matar todos os 77 renascidos usando a pacificadora, única arma capaz de mandá-los de volta ao inferno, e assim, acabar com mais um ciclo da maldição. 
Com a morte de seu pai e de sua irmã mais velha, Willa, Wynonna se torna a herdeira quando completa 27 anos de idade. Ao lado de sua irmã mais nova, Waverly, e de seus amigos Dolls, Doc e Nicole; Wynonna têm como missão acabar com todos os seres sobrenaturais que habitam o Triângulo do Rio Fantasma, território amaldiçoado perto das Montanhas Rochosas canadenses, e assim, libertar a cidade de Purgatório dos renascidos e acabar de vez com a maldição Earp.

## Elenco e Personagens

### Principais

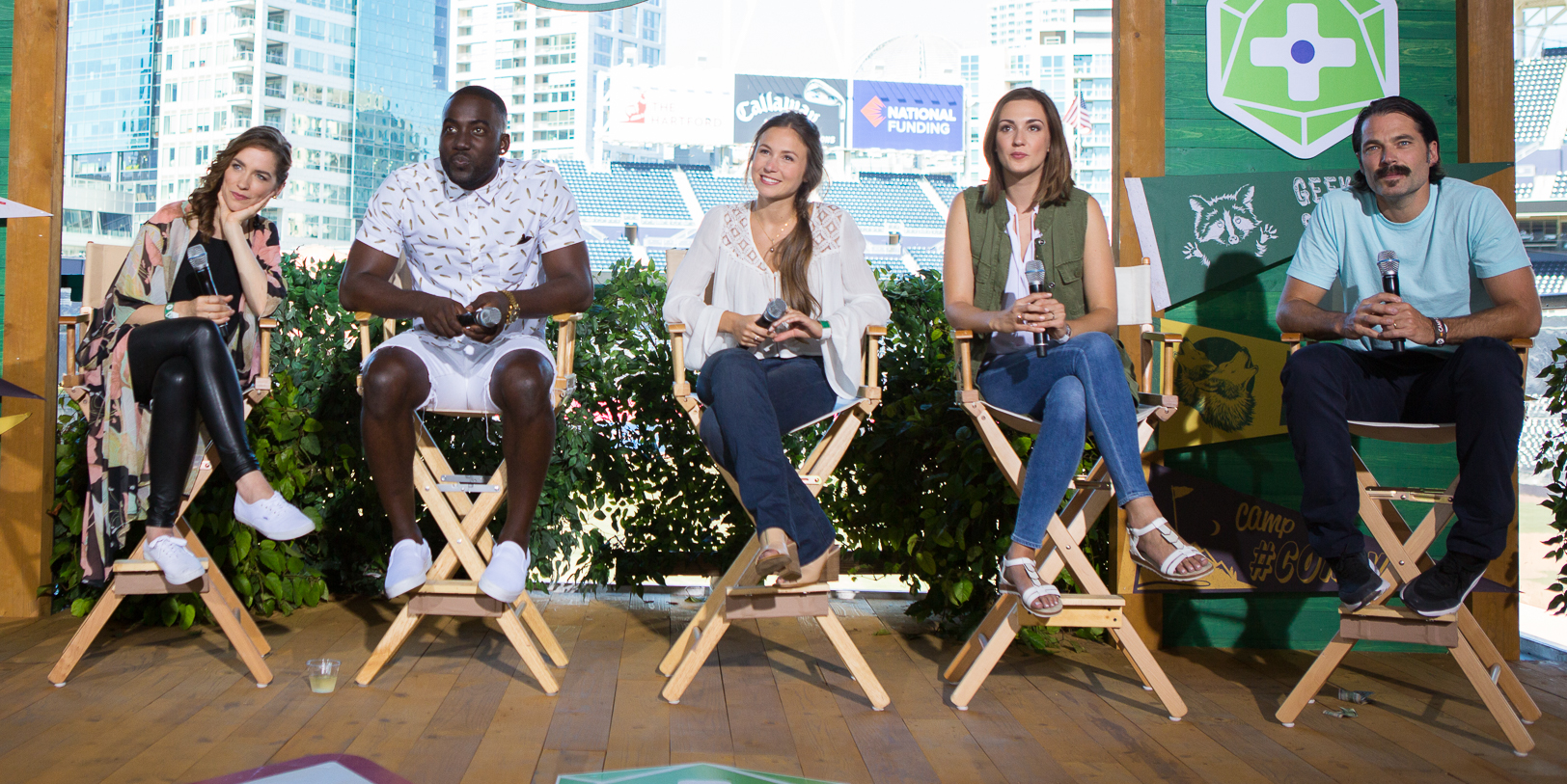
Elenco no "Camp Conival" durante a Comic-Con 2016. Da esquerda para direita: Melanie, Shamier, Dominique, Katherine e Tim.

- Melanie Scrofano como Wynonna Earp: a tataraneta de Wyatt Earp, herdeira que empunha o poder da arma "Pacificadora", mandando de volta ao inferno todos os demônios/renascidos da maldição Earp.
- Shamier Anderson como Xavier Dolls: um agente especial da divisão Black Badge, que se instala em Purgatório para investigar ataques sobrenaturais, e acaba ajudando Wynonna a enfrentar os renascidos. (Temporadas 1–3)
- Tim Rozon como Doc Holliday: o famoso parceiro de Wyatt Earp, amaldiçoado com a saúde eterna pela Bruxa de Pedra, que curou sua tuberculose e o aprisionou em um poço por mais de cem anos.
- Dominique Provost-Chalkley como Waverly Earp: é a meia-irmã mais nova de Wynonna, filha de um anjo e herdeira dos poderes sobrenaturais dele. Ela é uma especialista na maldição Earp e acaba se apaixonando pela Oficial Haught.
- Katherine Barrell como Nicole Haught: uma determinada Oficial e vice-xerife do Departamento de Polícia de Purgatório, que colabora com a Black Badge e demonstra um grande interesse amoroso por Waverly Earp.

### Recorrentes
- Greg Lawson como xerife Randy Nedley: Xerife de Purgatory que está ciente da natureza sobrenatural da cidade.
- Varun Saranga como Jeremy Chetri: um cientista da Black Badge que ajuda as Earp contra o contrato de sangue BBD.
- Natalie Krill como Willa Earp: a irmã mais velha de Wynonna e Waverly, também capaz de exercer o poder do "Pacificadora".
- Michael Eklund como Bobo Del Rey (Robert Svane): líder dos renascidos e ex-amigo de Wyatt Earp.
- Dani Kind como Mercedes Gardner: a rica melhor amiga de Wynonna no ensino médio e chefe da Família Gardner.
- Tamara Duarte como Rosita Bustillos: uma renascida e namorada de Doc com pós-graduação em bioquímica e engenharia.
- Megan Follows como Michelle Gibson Earp: mãe das irmãs Earp e uma paciente voluntária no Ghost River Institute.
- Rayisa Kondracki como Constance Clootie: Bruxa de Pedra que amaldiçoou Doc com a vida eterna antes de prendê-lo em um poço.
- Kate Drummond como Agente Lucado: oficial superior de Dolls na Black Badge.
- Chantel Riley como Kate aka (Contessa): esposa de Doc na década de 1880 que se torna uma vampira após o desaparecimento do mesmo.
- Caleb Ellsworth-Clark como Tucker Gardner: irmão mais novo das irmãs Gardner e vilão local, que tem uma obsessão doentia pela Waverly.
- Meghan Heffern como Beth Gardner: a mais jovem das duas irmãs Gardner que tem seu rosto roubado pelas viúvas de Bulshar.
- Shaun Johnston como Juan Carlo: padre de Purgatório na década de 1880.
- Jean Marchand como Bulshar Clootie: ex-xerífe de Purgatório em 1880, morto por Wyatt Earp e causador da maldição Earp.
- Sebastian Pigott como Charlie/Julian: um anjo designado para proteger o Jardim do Éden e pai de Waverly.
- Dylan Koroll como Champ Hardy: ex-namorado de Waverly.
- Natascha Girgis como Gus McCready: tia das irmãs Earp.
- Martina Ortiz-Luis como Rachel Valdez: jovem sobrevivente que ajuda Nicole e Wynonna a encontrar a segunda porta para o Jardim do Éden.
- Justin Kelly como Robin Jett: amigo de colégio de Waverly que volta à cidade para ajudar seu pai doente, posteriormente torna-se namorado de Jeremy.

## Episódios
| Temporada | Temporada | Episódios | Episódios          | Exibição original    | Exibição original      |
| Temporada | Temporada | Episódios | Episódios          | Estreia da temporada | Final da temporada     |
| --------- | --------- | --------- | ------------------ | -------------------- | ---------------------- |
|           | 1         | 13        | 13                 | 1 de abril de 2016   | 24 de junho de 2016    |
|           | 2         | 12        | 12                 | 9 de junho de 2017   | 25 de agosto de 2017   |
|           | 3         | 12        | 12                 | 16 de julho de 2018  | 28 de setembro de 2018 |
|           | 4         | 12        | 6                  | 26 de julho de 2020  | 30 de agosto de 2020   |
| 6         | 4         | 12        | 5 de março de 2021 | 9 de abril de 2021   |                        |

### 1.ª temporada (2016)
Uma família muito antiga que mora na cidade de Purgatório sofre com uma maldição demoníaca, onde pessoas mortas – ou renascidos como são chamados – voltam para se vingar, mas sempre tomando cuidado com a herdeira da família, Wynonna Earp, que retorna a sua cidade natal após o falecimento do seu tio. Nesta primeira temporada, a missão de Wynonna e seus amigos é, além de enviar os renascidos de volta ao inferno, impedir que eles encontrem uma maneira de escapar do Triângulo do Rio Fantasma, território onde eles estão presos pela maldição.

### 2.ª temporada (2017)
Nesta temporada, Wynonna tenta descobrir a origem da maldição que pesa sobre sua família e, com ajuda de seus aliados, também dá duro para livrar Purgatório de invasores perigosos, como a das noivas de preto que desejam juntar as joias para trazer seu marido, Bulshar, a vida. Vemos também o desenvolvimento dos personagens, em como a relação de Waverly e Nicole se desenvolve conforme os conflitos vão surgindo ao longo dos episódios, e como o relacionamento de Wynonna com Dolls e Doc é muito mais bem explorado, ainda mais agora com o surgimento de Rosita, renascida e namorada de Doc.

### 3.ª temporada (2018)
Em sua terceira temporada, somos levados ao ponto colocado no final da segunda temporada, onde é citado o demônio Bulshar, que teve um impacto muito grande sobre a cidade a muitos anos, fazendo parte do passado de Nicole Haught, que busca descobrir ainda mais coisas sobre seu passado que é rodeado pelo Culto de Bulshar. Já Wynonna e Waverly precisam não só continuar enfrentando os problemas com seus relacionamentos e coisas do passado, como a volta de sua mãe Michelle, que estava presa em um manicômio por conta de problemas psicológicos.

### 4.ª temporada (2020–2021)
Nesta temporada, vemos os esforços de Wynonna e Nicole em trazer Waverly e Doc do Jardim do Éden, além da forte amizade que cresce entre as duas.

## Prêmios e Indicações
| Ano  | Premiação                | Categoria                                           | Nomeado(s)                                                         | Resultado |
| ---- | ------------------------ | --------------------------------------------------- | ------------------------------------------------------------------ | --------- |
| 2017 | Canadian Screen Awards   | Melhor Texto em uma Série Dramática                 | Emily Andras                                                       | Indicado  |
| 2017 | Canadian Screen Awards   | Melhor Conquista em Maquiagem                       | Joanne Jacobsen e Jo-Dee Thomson                                   | Indicado  |
| 2017 | Canadian Screen Awards   | Melhor Figurino                                     | Jennifer Haffenden                                                 | Indicado  |
| 2017 | Canadian Screen Awards   | Melhor Trilha Sonora Original para uma Série        | Robert Carli e Peter Chapman                                       | Indicado  |
| 2017 | Canadian Screen Awards   | Melhores Efeitos Visuais                            | Wynonna Earp                                                       | Indicado  |
| 2017 | Canadian Screen Awards   | Melhor Projeto Multiplataforma, Ficção              | Wynonna Earp                                                       | Venceu    |
| 2017 | Dragon Awards            | Melhor Série de TV de Ficção Científica ou Fantasia | Wynonna Earp                                                       | Indicado  |
| 2017 | GLAAD Media Awards       | Excelente Série Dramática                           | Wynonna Earp                                                       | Indicado  |
| 2017 | Rockie Awards            | Ficção Científica, Fantasia e Ação                  | Wynonna Earp                                                       | Indicado  |
| 2017 | Rosie Awards             | Melhor Série Dramática                              | Tom Cox e Jordy Randall, SEVEN24 Films                             | Venceu    |
| 2017 | Rosie Awards             | Melhor Performance de um Ator de Alberta            | Peter Skagen                                                       | Indicado  |
| 2017 | Rosie Awards             | Melhor Performance de um Ator de Alberta            | Shaun Johnston                                                     | Indicado  |
| 2017 | Rosie Awards             | Melhor Som Geral (drama em 30 minutos)              | Wynonna Earp                                                       | Indicado  |
| 2017 | Rosie Awards             | Melhor Designer de Produção / Diretor de Arte       | Trevor Smith                                                       | Indicado  |
| 2017 | Rosie Awards             | Melhor Figurinista                                  | Jennifer Haffenden                                                 | Indicado  |
| 2017 | Rosie Awards             | Melhor Maquiador e Cabeleireiro                     | Joanne Jacobsen, Jo-Dee Thomson, Gunther Schetterer e Linda Nelson | Indicado  |
| 2017 | WGC Screenwriting Awards | Melhor Roteiro de uma Série de Novatos              | Alexandra Zarowny                                                  | Venceu    |
| 2017 | E! Online                | Garota Top                                          | Melanie Scrofano                                                   | Venceu    |
| 2018 | Aurora Awards            | Melhor Apresentação Visual                          | Emily Andras e Brad Wright                                         | Indicado  |
| 2018 | Canadian Screen Awards   | Melhor Roteiro, Série Dramática                     | Emily Andras                                                       | Indicado  |
| 2018 | Canadian Screen Awards   | Melhor Projeto Multiplataforma, Ficção              | Wynonna Earp                                                       | Venceu    |
| 2018 | People's Choice Awards   | Ficção Científica / Show de Fantasia de 2018        | Wynonna Earp                                                       | Venceu    |
| 2018 | E! Online                | Principal Protagonista da TV                        | Melanie Scrofano                                                   | Venceu    |
| 2019 | Canadian Screen Awards   | Melhor Atriz Principal, Série Dramática             | Melanie Scrofano                                                   | Indicado  |
| 2019 | Canadian Screen Awards   | Melhor Fotografia, Drama                            | Gavin Smith                                                        | Indicado  |
| 2019 | Canadian Screen Awards   | Melhor Som, Ficção                                  | Wynonna Earp                                                       | Indicado  |
| 2019 | Canadian Screen Awards   | Melhor Design de Produção ou Direção de Arte        | Ingrid Jurek, Cathy Cowan e Amber Humphries                        | Indicado  |
| 2019 | Canadian Screen Awards   | Melhor Figurino                                     | Jennifer Haffenden                                                 | Indicado  |
| 2019 | Canadian Screen Awards   | Melhores Efeitos Visuais                            | Wynonna Earp                                                       | Indicado  |
| 2019 | Canadian Screen Awards   | Melhor Conquista em Cabelo                          | Jo-Dee Thomson                                                     | Indicado  |
| 2019 | Canadian Screen Awards   | Melhor Conquista em Maquiagem                       | Joanne Jacobsen                                                    | Venceu    |
| 2019 | Canadian Screen Awards   | Prêmio Escolha do Público                           | Dominique Provost-Chalkley                                         | Venceu    |
| 2019 | GLAAD Media Awards       | Excelente Série Dramática                           | Wynonna Earp                                                       | Indicado  |
| 2020 | Canadian Screen Awards   | Prêmio Escolha do Público                           | Katherine Barrell                                                  | Venceu    |
| 2020 | People's Choice Awards   | Ficção Científica / Show de Fantasia de 2020        | Wynonna Earp                                                       | Venceu    |